# Smoorbeekvallei
De Smoorbeekvallei is een natuurgebied in Sint-Lievens-Houtem aan de rand van de Vlaamse Ardennen in Zuid-Oost-Vlaanderen (België).
Het natuurgebied werd opgericht in 2018. De Smoorbeekvallei strekt zich uit vanaf de Smoorbeek (zijbeek van de Molenbeek) in Zonnegem over Morelgem tot aan de Houtemse Baleiberg. Het gebied wordt beheerd door Natuurpunt Houtem dat daarvoor een overeenkomst afsloot met het Houtemse gemeentebestuur. Door de Houtemse ruilverkaveling beschikte de gemeente over ongeveer 34 ha nieuw natuurgebied langs de Smoorbeek.
In 2019 werd in het gebied 100 meter houtkant aangeplant met sleedoorn, meidoorn, gelderse roos, rode kornoelje, sporkehout, wilde kardinaalsmuts en hondsroos. Er werd een zitbank geïnstalleerd en ook toegangspoorten. In 2021 werd het 2,53 hectare grote Baleibos toegevoegd aan het reservaat . De hooiweiden worden bewerkt door maaibeheer en nabegrazing met ezels. Op de bloemrijke hooiweiden in de vallei komen planten voor als boterbloem, echte koekoeksbloem, watermunt en grote kattenstaart en ook verschillende vlindersoorten (waaronder atalanta, bruin blauwtje, icarusblauwtje, dagpauwoog, kaasjeskruiddikkopje). Vlak bij het natuurgebied ligt Natuureducatief Centrum NEC 'De Pastorie'.